# El manual del pisado
El manual del pisado (también llamada Esclavo de mi esposa) es una película de comedia peruana de 2018, dirigida por Carlitos Landeo y escrita por Adrián Ochoa. Esta protagonizada por Manolo Rojas acompañado por Natalia Málaga, Leslie Shaw, Sergio Galliani, Airam Galliani, Susan León, Mónica Domínguez y Carlos Thornton.Trata de la odisea de un hombre que quiere librarse del control ejercido por su esposa. Se estrenó el 12 de abril de 2018 en cines peruanos.

## Sinopsis
Julio es el principal vendedor en su empresa, pero en su vida personal es percibido como alguien dominado. Hastiado de seguir órdenes, lidiar con restricciones y la monotonía de su rutina, Julio decide tomar el control de su destino y confrontar a su mayor adversario: su esposa.

## Reparto
- Manolo Rojas como Julio
- Sergio Galliani como Juan
- Amparo Brambilla como Carolina
- Airam Galliani como Claudia
- Carlos Thornton como Chuck Morris
- Susan León como Flor
- Leslie Shaw como Soledad
- Emilio Montero como Pablo
- Mariana Sábato como Alexander
- Hernán Romero como Suegro de Julio
- Cecilia Tosso como Suegra de Julio
- Mónica Domínguez como Gaby
- Natalia Málaga como Ella misma